# Leccio di Faltognano
Il leccio di Faltognano è un albero monumentale situato nei pressi della chiesa di Santa Maria Assunta in località Faltognano, nel comune di Vinci in provincia di Firenze.

Si tratta di un esemplare di leccio (Quercus ilex). Ha una circonferenza del tronco di 4,60 m ed è alto 11 m. e un'età di circa 300 anni.

## Storia
È iscritto nella lista degli alberi monumentali della Toscana e nel 2007 ha ricevuto il Premio Touring Club, riconoscimento indetto dai consoli TCI della Toscana per gli alberi monumentali. Nel corso del tempo ha subito numerose potature e interventi che ne hanno ridotto parzialmente le dimensioni e l'imponenza e alterato il portamento che un tempo era più a forma di cupola. La pianta necessita attualmente di periodiche infiltrazioni e cure antifungine; inoltre sono state disposte funi metalliche per evitare la caduta dei rami. Il tronco è stato protetto da una specie di ringhiera metallica; nonostante questo, in tempi recenti, una delle sezioni principali del tronco ha ceduto.
Ogni estate si svolge la "Festa sotto il leccio" organizzata dai residenti della frazione di Faltognano.